# Altstadtviertel (Linz)
| Statistischer Bezirk Altstadtviertel (gelb) innerhalb des Stadtteils Innenstadt (grün) |                               |
| Basisdaten                                                                             |                               |
| Bundesland:                                                                            | Oberösterreich                |
| Politischer Bezirk:                                                                    | Linz (L)                      |
| Fläche:                                                                                | 0,46 km²                      |
| Geografische Lage:                                                                     | 48° 18′ N, 14° 17′ O          |
| Höhe:                                                                                  | 266 m ü. A.                   |
| Einwohner:                                                                             | 2.660 (Stand: 1. Januar 2006) |
| Postleitzahl:                                                                          | 4020                          |
| Vorwahl:                                                                               | 0 732                         |

Das Altstadtviertel liegt in der Linzer Innenstadt und war von 1957 bis 2013 ein eigener statistischer Bezirk der oberösterreichischen Landeshauptstadt.

## Lage und benachbarte Stadtviertel
Das zentral gelegene Altstadtviertel wird im Norden von der Donau, im Osten vom Hauptplatz und der Landstraße, im Westen von der Kapuzinerstraße und im Süden von der Stifterstraße begrenzt. Angrenzende Stadtviertel sind das Rathausviertel im Osten, das Volksgartenviertel im Süden, und Römerberg-Margarethen im Westen.

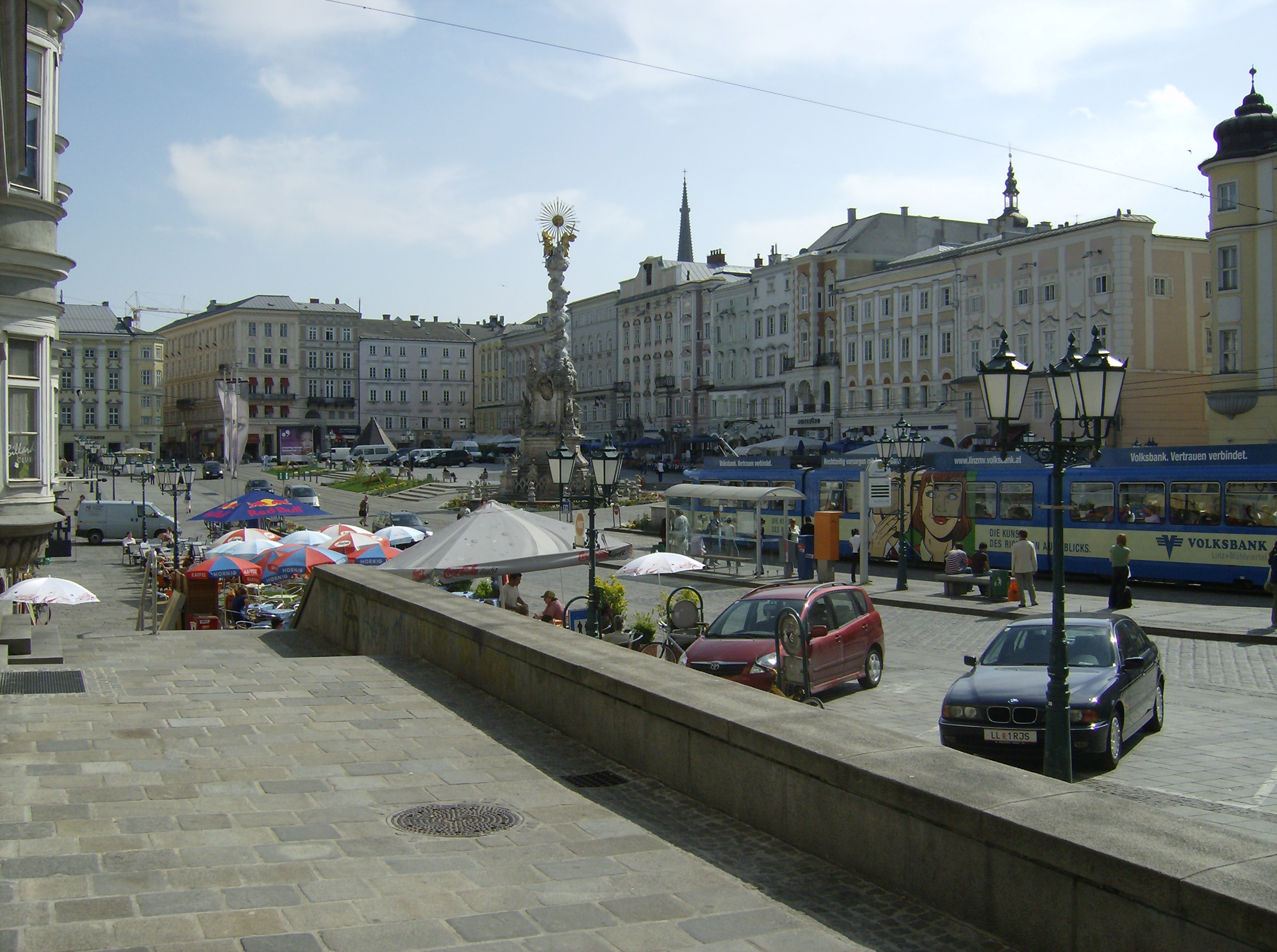
Hauptplatz in Blickrichtung Altstadtviertel
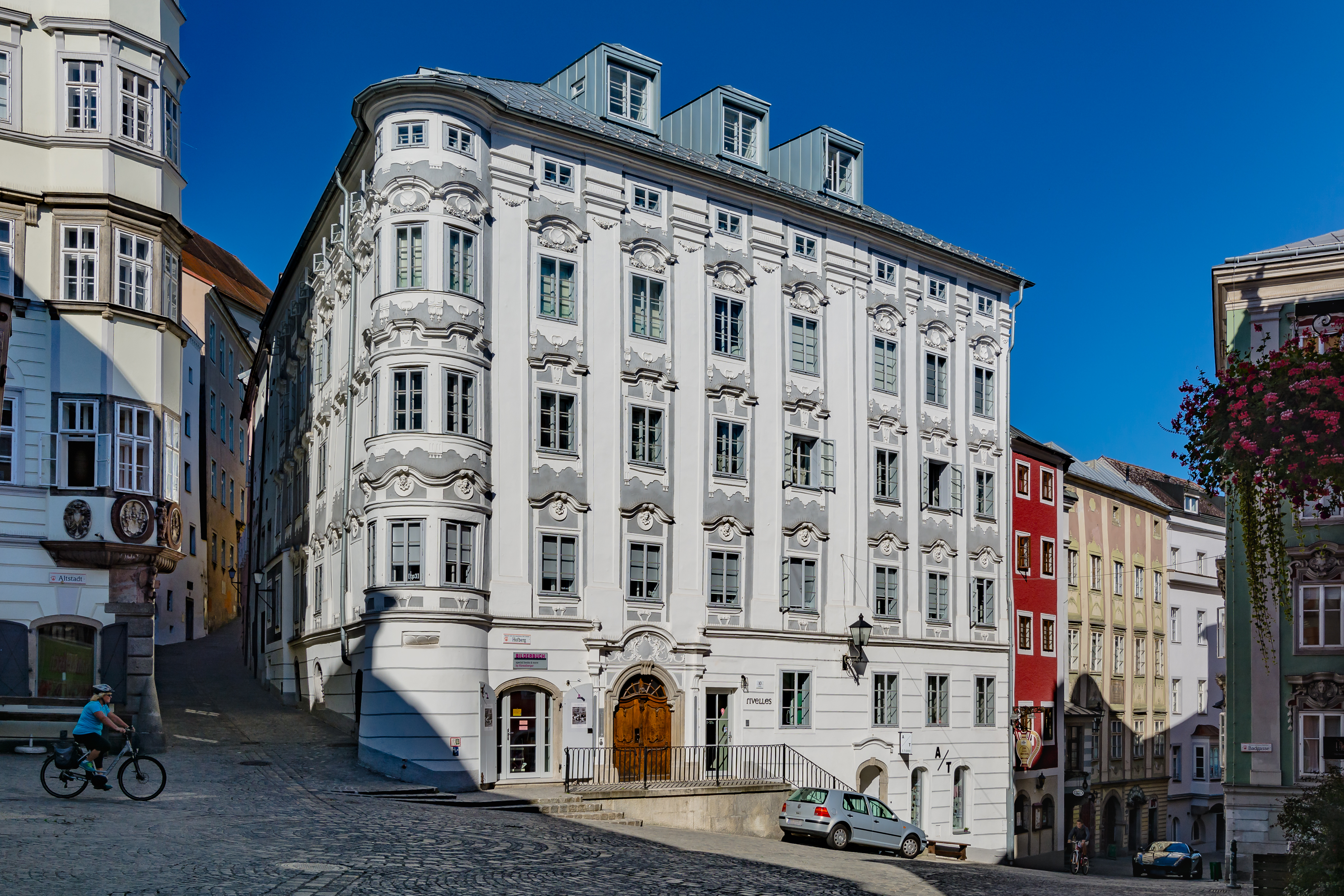
Hofberg, Altstadt

## Geschichte
Nach der ersten urkundlichen Erwähnung 799 wuchs, im Schutze des Schlosses, die Siedlung auf dem Gebiet der heutigen Altstadt. Linz wurde eine bedeutende regionale Marktgemeinde, 1240 erhielt diese das Stadtrecht.
Während der protestantischen Vorherrschaft wurde unter anderem das Landhaus, eine der Hauptsehenswürdigkeiten des Altstadtviertels erbaut. Der Renaissancebau ist bis heute Sitz der oberösterreichischen Landesregierung.
Während eines großen Brandes im Jahr 1800 gingen einige historische Gebäude verloren, trotzdem bleibt die Altstadt von Linz einer der schönsten Teile der Innenstadt, mit Renaissancebürgerhäusern, deren Fassaden erhalten geblieben sind, sowie vielen älteren Häusern mit barockisiertem Gesicht.

## Beschreibung
Heute ist die Linzer Altstadt nicht nur eine architektonische Sehenswürdigkeit. Auch eine lebhafte Lokalszene hat sich etabliert, die abends vor allem von Jugendlichen sowie Studenten viel besucht wird.
Außerhalb der eigentlichen Altstadt befinden sich im Altstadtviertel viele Geschäftsstraßen, etwa die Promenade gegenüber dem Landhaus, die Herrenstraße, die Spittelwiese und die Bischofstraße, in der sich viele Antiquariate angesiedelt haben.
Ebenfalls im Altstadtviertel befindet sich der im neugotischen Stil erbaute Neue Dom, der mit einem Fassungsvermögen von 20.000 Gläubigen die größte Kirche Österreichs ist.

## Sehenswürdigkeiten
- Linzer Schloss (mit Schlossmuseum)
- Linzer Landhaus
- Hauptplatz (mit mehreren denkmalgeschützten Objekten)
- Landestheater Linz
- Neuer Dom
- Minoritenkirche (Linz)
- Atelierhaus Salzamt
- Freihaus Hohenfeld
- Freihaus Salburg
- Losensteiner Freihaus
- Starhemberger Freihaus
- Kremsmünsterer Stiftshaus
- Linzer Markthalle